# Седлемін
Седлемін (пол. Siedlemin, нім. Neu Siedel) — село в Польщі, у гміні Яроцин Яроцинського повіту Великопольського воєводства.
Населення — 709 осіб (2011).
У 1975-1998 роках село належало до Каліського воєводства.

## Демографія
Демографічна структура станом на 31 березня 2011 року:
|          | Загалом | Допрацездатний вік | Працездатний вік | Постпрацездатний вік |
| -------- | ------- | ------------------ | ---------------- | -------------------- |
| Чоловіки | 367     | 88                 | 246              | 33                   |
| Жінки    | 342     | 80                 | 192              | 70                   |
| Разом    | 709     | 168                | 438              | 103                  |